# Liste der Gemeinden in der Woiwodschaft Lebus
Diese Liste führt alle Gemeinden in der Woiwodschaft Lebus in Polen auf. Die Woiwodschaft Lebus hat neun Stadtgemeinden (polnisch gmina miejska), von denen Gorzów Wielkopolski (Landsberg a.d. Warthe) und Zielona Góra (Grünberg) als größte Städte die Rechte eines Powiats haben (miasto na prawach powiatu), das heißt „kreisfrei“ sind. Daneben gibt es 34 Stadt-und-Land-Gemeinden (gmina miejsko-wiejska), deren Hauptort die Stadtrechte hat und 39 Landgemeinden (gmina wiejska).
[K] kennzeichnet die Kreisstädte, den Sitz der Verwaltung der Powiate.

## Kreisfreie Städte
1. Gorzów Wielkopolski[K] (Landsberg a.d. Warthe) – 122.589 Einwohner
2. Zielona Góra[K] (Grünberg) – 140.892 Einwohner

Gorzów Wielkopolski sind jeweils Kreisstädte der Powiate Gorzowski und Zielonogórski, gehören ihnen jedoch nicht an.

## Stadtgemeinden
1. Gozdnica (Freiwaldau) – 2977 Einwohner, Powiat Żagański
2. Gubin (Guben) – 16.528, Powiat Krośnieński
3. Kostrzyn nad Odrą (Küstrin) – 17.704, Powiat Gorzowski
4. Łęknica (Lugknitz) – 2396, Powiat Żarski
5. Nowa Sól[K] (Neusalz an der Oder) – 38.191, Powiat Nowosolski
6. Żagań[K] (Sagan) – 25.265, Powiat Żagański
7. Żary[K] (Sorau) – 37.052, Powiat Żarski

Einwohnerzahlen vom 31. Dezember 2020

## Stadt-und-Land-Gemeinden
1. Babimost (Bomst) – 6177 Einwohner, Powiat Zielonogórski
2. Brody (Pförten) – 3364, Powiat Żarski
3. Bytom Odrzański (Beuthen an der Oder) – 5376, Powiat Nowosolski
4. Cybinka (Ziebingen) – 6474, Powiat Słubicki
5. Czerwieńsk (Rothenburg an der Oder) – 10.041, Powiat Zielonogórski
6. Dobiegniew (Woldenberg) – 6462, Powiat Strzelecko-Drezdenecki
7. Drezdenko (Driesen) – 17.009, Powiat Strzelecko-Drezdenecki
8. Iłowa (Halbau) – 6777, Powiat Żagański
9. Jasień (Gassen) – 6962, Powiat Żarski
10. Kargowa (Unruhstadt) – 5815, Powiat Zielonogórski
11. Kożuchów (Freystadt) – 15.901, Powiat Nowosolski
12. Krosno Odrzańskie[K] (Crossen an der Oder) – 17.589, Powiat Krośnieński
13. Lubniewice (Königswalde) – 3148, Powiat Sulęciński
14. Lubsko (Sommerfeld) – 18.254, Powiat Żarski
15. Małomice ('Mallmitz) – 5165, Powiat Żagański
16. Międzyrzecz[K] (Meseritz) – 24.657, Powiat Międzyrzecki
17. Nowe Miasteczko (Neustädtel) – 5333, Powiat Nowosolski
18. Nowogród Bobrzański (Naumburg am Bober) – 9381, Powiat Zielonogórski
19. Ośno Lubuskie (Drossen) – 6358, Powiat Słubicki
20. Otyń (Deutsch Wartenberg) – 7079, Powiat Nowosolski
21. Rzepin (Reppen) – 9678, Powiat Słubicki
22. Skwierzyna (Schwerin an der Warthe) – 11.948, Powiat Międzyrzecki
23. Sława (Schlawa) – 12.639, Powiat Wschowski
24. Słubice[K] (Frankfurt an der Oder – Dammvorstadt) – 20.145, Powiat Słubicki
25. Strzelce Krajeńskie[K] (Friedeberg) – 16.809, Powiat Strzelecko-Drezdenecki
26. Sulechów (Züllichau) – 26.540, Powiat Zielonogórski
27. Sulęcin[K] (Zielenzig) – 15.633, Powiat Sulęciński
28. Świebodzin[K] (Schwiebus) – 29.837, Powiat Świebodziński
29. Szlichtyngowa (Schlichtingsheim) – 5019, Powiat Wschowski
30. Szprotawa (Sprottau) – 20.367, Powiat Żagański
31. Torzym (Sternberg) – 6734, Powiat Sulęciński
32. Trzciel (Tirschtiegel) – 6365, Powiat Międzyrzecki
33. Witnica (Vietz) – 12.778, Powiat Gorzowski
34. Wschowa[K] (Fraustadt) – 20.955, Powiat Wschowski
35. Zbąszynek (Neu Bentschen) – 8273, Powiat Świebodziński

Einwohnerzahlen vom 31. Dezember 2020

## Landgemeinden
1. Bledzew (Blesen) – 4281 Einwohner, Powiat Międzyrzecki
2. Bobrowice (Bobersberg) – 3161, Powiat Krośnieński
3. Bogdaniec (Dühringshof) – 7122, Powiat Gorzowski
4. Bojadła (Boyadel) – 3282, Powiat Zielonogórski
5. Brzeźnica (Briesnitz) – 3721, Powiat Żagański
6. Bytnica (Beutnitz) – 2494, Powiat Krośnieński
7. Dąbie (Gersdorf) – 4923, Powiat Krośnieński
8. Deszczno (Dechsel) – 10.140, Powiat Gorzowski
9. Górzyca (Göritz) – 4289, Powiat Słubicki
10. Gubin (Guben) – 7116, Powiat Krośnieński
11. Kłodawa (Kladow) – 8769, Powiat Gorzowski
12. Kolsko (Kolzig) – 3307, Powiat Nowosolski
13. Krzeszyce (Kriescht) – 4711, Powiat Sulęciński
14. Łagów (Lagow) – 4907, Powiat Świebodziński
15. Lipinki Łużyckie (Linderode) – 3345, Powiat Żarski
16. Lubiszyn (Ludwigsruh) – 6924, Powiat Gorzowski
17. Lubrza (Liebenau) – 3602, Powiat Świebodziński
18. Maszewo (Messow) – 2787, Powiat Krośnieński
19. Niegosławice (Waltersdorf) – 4341, Powiat Żagański
20. Nowa Sól (Neusalz an der Oder) – 6992,  Powiat Nowosolski
21. Przewóz (Priebus) – 3107, Powiat Żarski
22. Przytoczna (Prittisch) – 5562, Powiat Międzyrzecki
23. Pszczew (Betsche) – 4287, Powiat Międzyrzecki
24. Santok (Zantoch) – 8854, Powiat Gorzowski
25. Siedlisko (Carolath) – 3554, Powiat Nowosolski
26. Skąpe (Skampe) – 5056, Powiat Świebodziński
27. Słońsk (Sonnenburg) – 4774, Powiat Sulęciński
28. Świdnica (Schweinitz) – 6685, Powiat Zielonogórski
29. Szczaniec (Stentsch) – 3845, Powiat Świebodziński
30. Stare Kurowo (Alt Karbe) – 4034, Powiat Strzelecko-Drezdenecki
31. Trzebiechów (Trebschen) – 3343, Powiat Zielonogórski
32. Trzebiel (Triebel) – 5640, Powiat Żarski
33. Tuplice (Teuplitz) – 3022, Powiat Żarski
34. Wymiarki (Wiesau) – 2218, Powiat Żagański
35. Zabór (Saabor) – 4409, Powiat Zielonogórski
36. Żagań (Sagan) – 7317, Powiat Żagański
37. Żary (Sorau) – 12.281, Powiat Żarski
38. Zwierzyn (Neu Mecklenburg) – 4307, Powiat Strzelecko-Drezdenecki

Einwohnerzahlen vom 31. Dezember 2020